# Internationale Vereinigung Glaube und Licht

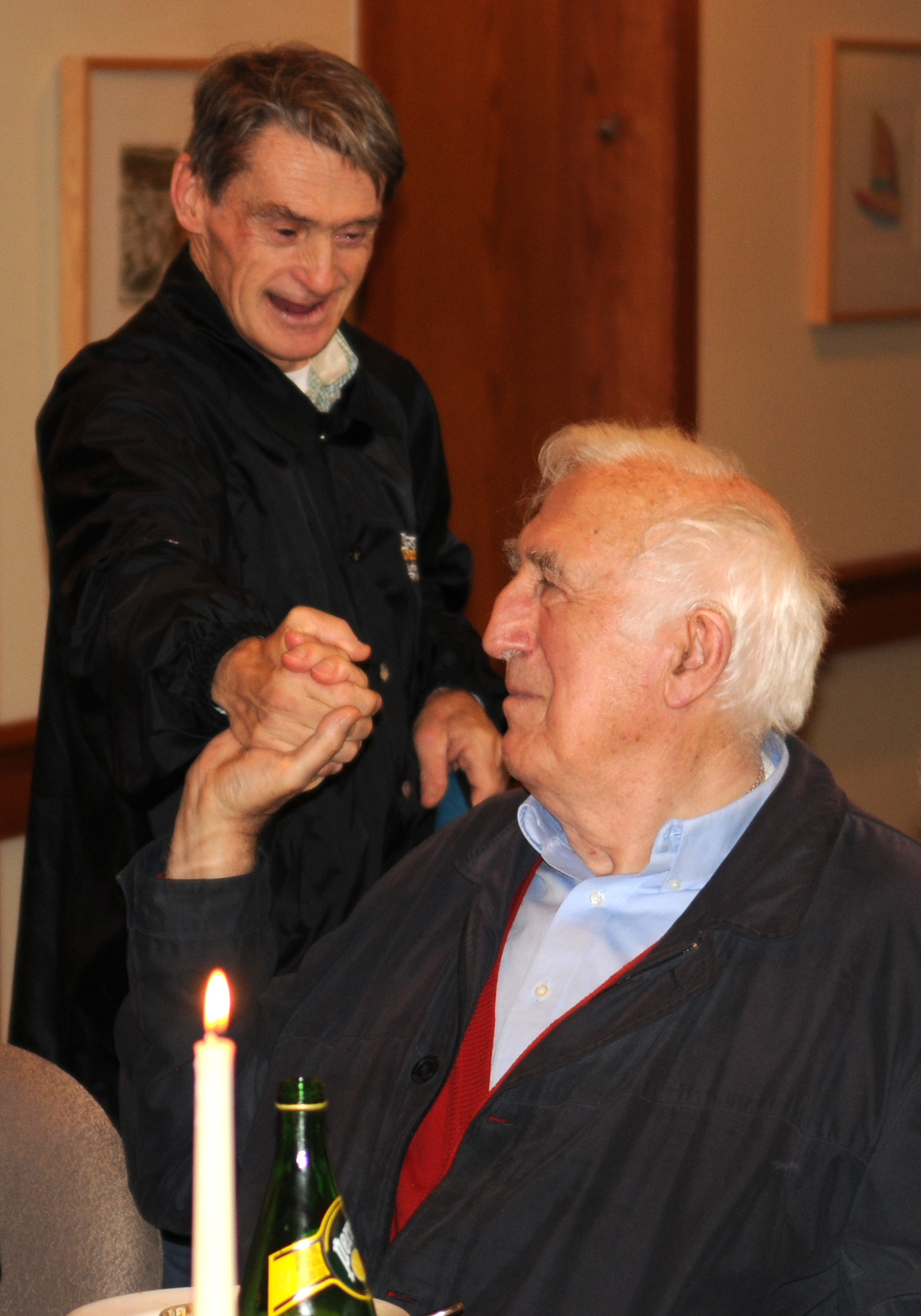
Der Gründer Jean Vanier (Vordergrund)

Die Internationale Vereinigung Glaube und Licht (it.: Associazione Internationale Fede e Luce; fr.: Foi et Lumière International) ist eine ökumenische Vereinigung von Gläubigen in der römisch-katholischen Kirche. Glaube und Licht, wie sie auch genannt wird, wurde im Jahr 1971 in Frankreich gegründet und vom Heiligen Stuhl als eine internationale Vereinigung päpstlichen Rechts anerkannt. Sie zählt weltweit 1.452 Gruppen zu ihren Mitgliedern.

## Geschichte
Der Gründungsfunke sprang während einer Wallfahrt in Lourdes auf Jean Vanier und Marie Hélène Mathieu über. Die Eltern zweier behinderter Kinder traten mit der Bitte an Vanier heran, für Familien mit behinderten Kindern eine Einrichtung zu gründen, die diese bei der Organisation und Durchführung von Wallfahrten unterstützen sollten. Daraus entstand zunächst ein Projekt, das dazu führte, dass sich zu Ostern 1971 über 4.000 Behinderte aus 15 Ländern an der Grotte in Lourdes einfanden. Die Grundsteinlegung entstand aus Gruppen, die untereinander Verbindungen und Beziehungen aufbauten. Schließlich wurde 1982 auf der Versammlung in Wetherby (England) die Charta und eine Konstitution für die „Internationale Vereinigung Glaube und Licht“ verabschiedet, diese wurde im Jahr 2010 überarbeitet und erneut genehmigt. Seit dieser Zeit bekennt sie sich als eine ökumenische Gemeinschaft.

## Selbstverständnis
Die gemeinschaftliche Bewegung ist bestrebt, unter ihren Mitgliedern Vertrauen und Zuneigung zu gewinnen. In ihr Gemeinschaftsleben wollen sie insbesondere Behinderte – davon überwiegend Kinder – einbinden, um ihnen ein von Gott gewolltes und menschenwürdiges Leben zu bieten. Hierzu unterstützen sie die Eltern und regen sie an, sich den Aufgaben anzunehmen und sich ihren Begabungen zu widmen. In konfessionsgemischten Gruppen werden die Mitglieder ermutigt, ihren Glauben in ihrer eigenen Kirche zu vertiefen und in der Liebe zu Jesus Christus zu verwirklichen.

## Organisation und Ausweitung
Aktuell besteht Glaube und Licht in 79 Ländern und zählt 1.452 Gruppen. Die Länder verteilen sich auf Afrika (20), Asien (11), Europa (28), Mittlerer Osten (5), Nordamerika (7), Ozeanien (3) und Südamerika (4). In Deutschland gibt es acht international anerkannte Glaube-und-Licht-Gemeinschaften mit Mitgliedern verschiedener Konfessionen. Gemeinsam mit den Gemeinschaften von Österreich, Luxemburg und Holland bilden sie die Provinz (Zone) „Herz von Europa.“ Eine Gemeinschaft besteht aus 15 bis 40 Personen; sie arbeitet in ihren örtlichen Pfarrgemeinden und wird von einem Seelsorger begleitet.
Der Kern einer Gemeinschaft ist die Gruppe, sie wird nach einer Probezeit von mindestens einem Jahr in eine Gemeinschaft aufgenommen und verpflichtet sich der Konstitution zu folgen. Die Gemeinschaften sind in Zonen (Provinzen) aufgeteilt und werden von einem Verwaltungsrat geleitet. Aus den nationalen Verwaltungsräten bilden sich die Koordinatoren der Kontinente und hieraus der Internationale Rat. Im Internationalen Rat sitzen der Gründer Jean Vanier, ein Koordinator, ein Vizekoordinator und ein Kirchlicher Assistent. Das höchste Gremium ist die Hauptversammlung, sie vereinigt die nationalen Koordinatoren und Kirchlichen Assistenten, die Koordinatoren der Zonen und des Internationalen Rats. Hauptsitz der Vereinigung ist Paris, die Quartalszeitschrift „Ombres et Lumière“. Die Vereinigung pflegt eine enge Zusammenarbeit mit der Internationalen Föderation Arche und dem Office Chrétien des Personnes Handicapées (OCH).